# Джильдо Арена
Джильдо Арена (італ. Gildo Arena, 25 лютого 1922 — 8 лютого 2005) — італійський плавець і ватерполіст.
Олімпійський чемпіон 1948 року, бронзовий призер 1952 року.